# Hadseregek a százéves háborúban
A százéves háború során angol és francia csapatok harcoltak a mai Franciaország területén. Az angol taktika, a gyalogos harcmodor és a hosszúíj használata kezdetben meglepte a hagyományos lovagi erényekben bízó franciákat, de később többé-kevésbé alkalmazkodtak a kihíváshoz.

## Irányítás
A francia és az angol seregek első számú vezetője az uralkodó volt, aki azonban ezt a feladatát – tekintettel a százéves háború elhúzódására és területi kiterjedésére, vagy az adott király csekély harci affinitására – delegálhatta is.
A franciáknál a hadseregparancsnok és a marsall volt a két legmagasabb katonai poszt. A háború előrehaladásával egyre szélesebb döntési szabadsághoz jutottak, köszönhetően annak, hogy általában megfelelő emberek kerültek a posztra és némelyik király – személyes adottságai miatt – nem tudott részt venni a harcokban. V. Károly például törékeny egészségi állapota miatt nem vezethette seregét. Kiemelkedő vezető volt Bertrand du Guesclin (1370-1380), Olivier de Clisson (1380-1392), Charles d'Albret (1403-1411 és 1413-1415) és Arthur de Richemont (1425-1458).

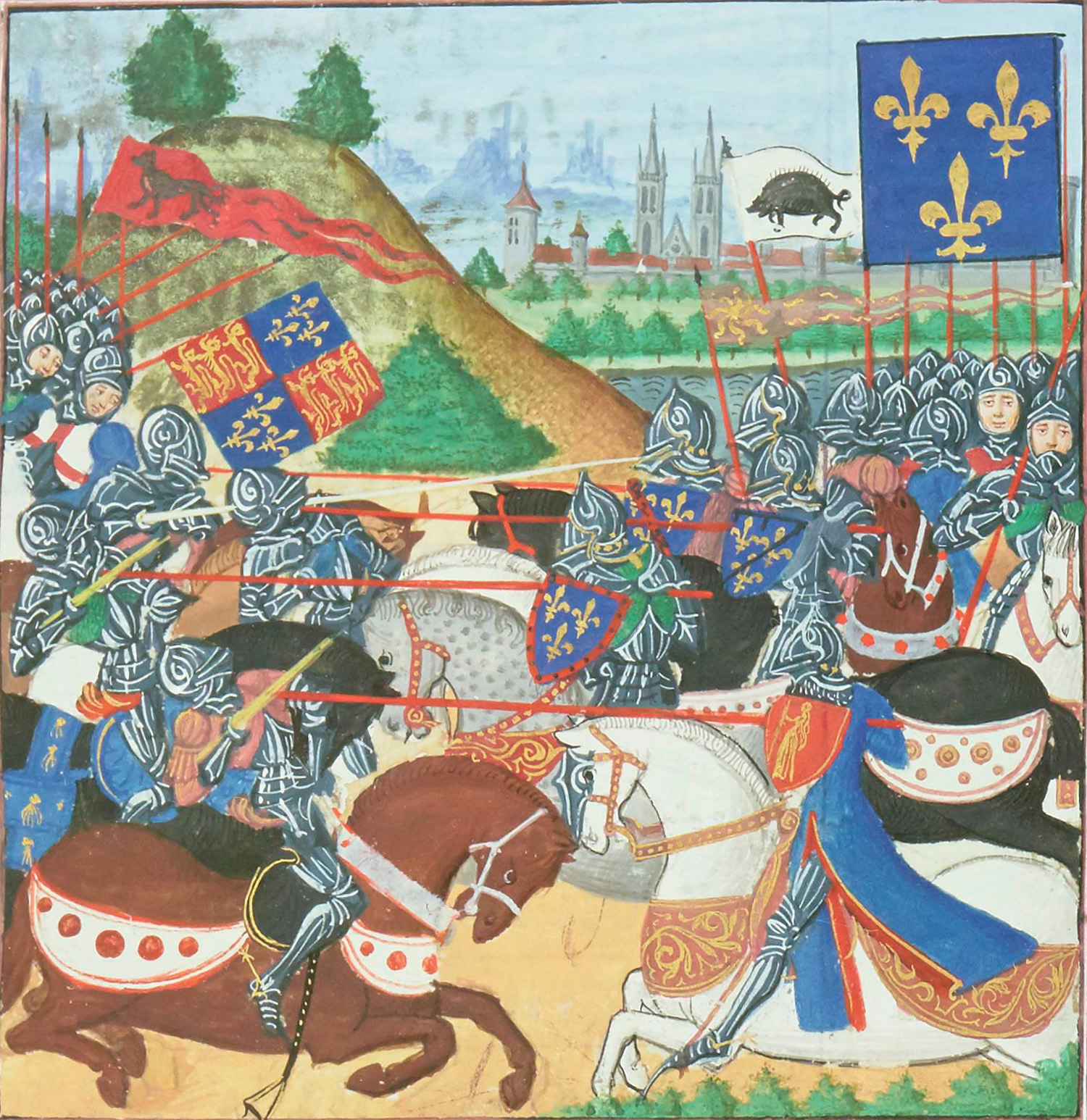
A lovasság összecsapása a patayi csatában

A hadseregparancsnok a király távollétében a sereg korlátlan irányítója volt. Döntött az egységek mozgatásáról, a taktikáról, a kinevezésekről és menesztésekről. Megállapodásokat és békét köthetett, a 14. század végétől pedig tagja volt a király legbelsőbb körének, ahol katonapolitikai és stratégiai tanácsokat adhatott. Az ellene elkövetett bűnt úgy vették, mintha a király ellen követték volna el.
A marsall a hadseregparancsnok után következett, annak lovasságát vezette. Emellett ő felelt a hadsereg fegyelmééért és adminisztrációjáért. Szemléket tartott, előkészíttette a táborokat, foglalkozott a katonák miatt érkező civil panaszokkal. A király és a hadseregparancsnok távollétében ő volt a sereg első számú vezetője. Kiemelkedő marsall volt Jean de Clermont, aki 1356-ban a poitiers-i csatában esett el, John de Boucicaut, aki 1415-ben az azincourt-i csatában az angolok fogságába esett és Arnoul d’Audrehem, aki 1367-ben a nájerai ütközetben került az ellenség kezére. Fontos pozíció volt még a számszeríjászok parancsnoki posztja, ugyanis alá tartozott a gyalogság és a tüzérség is.
Az angoloknál a két legfőbb parancsnoki posztot a nemesi családok tagjai tölthették be, és a franciákkal ellentétben nem emelkedhetett alsóbb sorból senki sem erre a pozícióra. Hagyományosan a Bohun és a Mowbray család tagjait illette meg ez a pozíció. Az angoloknak, főként a százéves háború elején, számos olyan királyuk és trónörökösük volt, aki személyesen vezette seregeitː II. Eduárd, V. Henrik vagy a Fekete Herceg. Jelenlétük miatt az angol hadseregparancsnokok és marsallok nem is élveztek olyan nagy személyes döntési szabadságot, mint francia ellenlábasaik.
A kevésbé harcias királyok idejében általában azok rokonai töltötték be ezeket a tiszteket, például Woodstocki Tamás, Gloucester hercege II. Richárd alatt. A többi fontos katonai beosztást is a felső arisztokrácia tagjai – például Grosmonti Henrik, Lancaster hercege, William de Bohun, Northampton grófja, Richard Beauchamp, Warwick grófja, Thomas Montagu, Salisbury grófja – töltötték be. Bretagne-ban és Aquitaniában azonban sok rátermett, alacsonyabb származású katonából lett parancsnok. Ilyen volt például Sir John Chandos, vagy Sir James Audley.

## Felépítés
A százéves háború katonáit két nagy csoportra lehet bontaniː gyalogosokra és lovasokra. Habár a konfliktus előrehaladtával sok lovas is gyalog vett részt a csatában, a társadalmi különbség mindvégig megmaradt a két fegyvernem között. A középkori hadsereg elitje a nehézlovasság volt, amely nemesekből és köznemesekből szerveződött, olyan emberekből, akik képesek voltak anyagilag finanszírozni a lótartást és páncélvásárlást. A gyalogosok városi lakosokból és parasztokból kerültek ki.

### Nehézlovasság

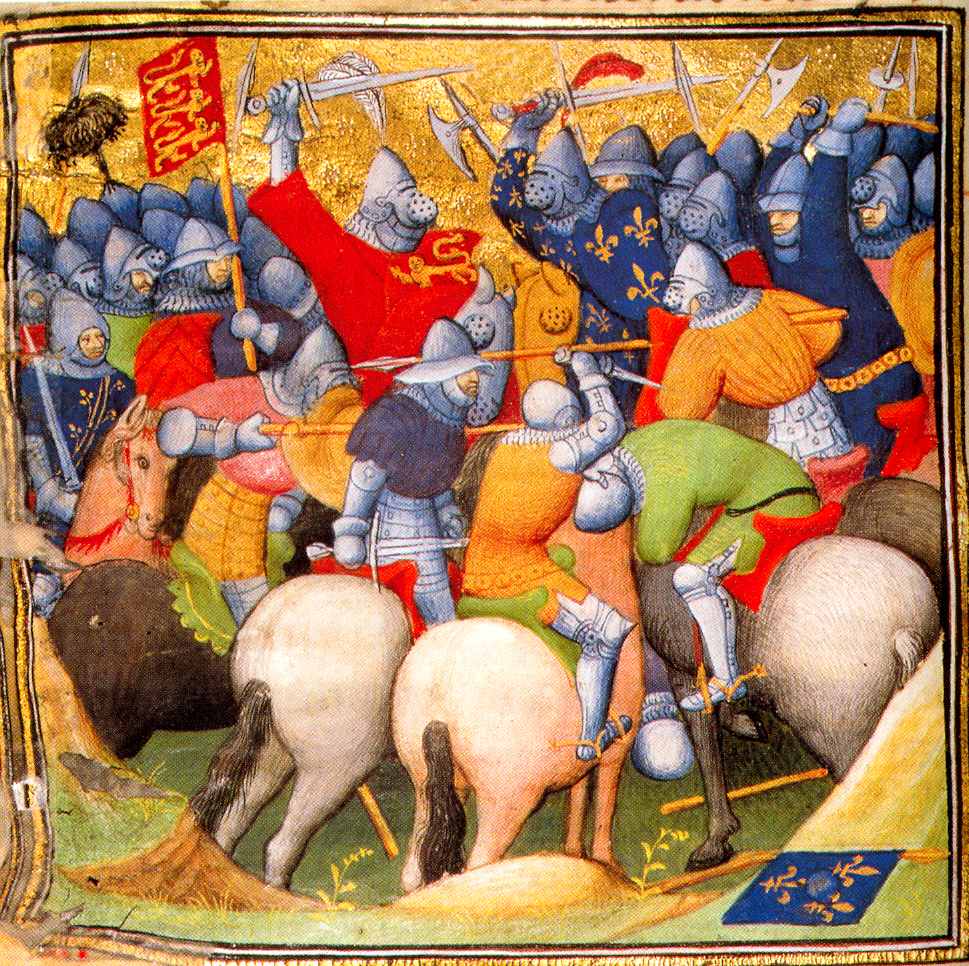
Nehézlovasok a crécyi ütközetben

Angliában a késő 13. századig a lovagok uralták a hadszíntereket, majd felismerték, hogy egyre nagyobb számban van szükség gyalogosokra. I. Eduárd gyalogosokból és lovasokból álló kevert sereget hozott létreː 1277-ben például 15 ezer gyalogossal, köztük sok íjásszal és csak ezer lovassal indult Észak-Walesbe. 1295-ben William Beauchamp Maes Moydognál számszeríjászokat vegyített a lovassággal. 1333 júliusában III. Eduárd már íjászokból és gyalogosan harcoló lovas katonákból alakított ki erős védvonalat a Halidon Hill-i csatában. A franciák Morlaix-nál és a crécyi csatában tapasztalták meg ennek a taktikának a hatékonyságát.
Az angol lovas egységeket zászlósurak vezették, akiket nemcsak szociális státusuk, hanem rátermettségük alapján választottak ki. A cím nem volt örökletes, ahogy Angliában maga a lovagság sem volt örökölhető. A százéves háború kirobbanásakor III. Eduárdnak 17 fizetett zászlósura, 44 lovagja és csaknem kilencven fegyvernöke volt. Franciaországban a lovagi cím örökletes volt.
A franciák hosszú időn át nem igazodtak a katonai taktika változásához, pedig 1302 júliusa, a Courtrai-nál a flamand gyalogosoktól elszenvedett vereség bizonyította, hogy nem csak lovasságra van szükség. Később ők is növelték gyalogosaik számát, és egyre gyakrabban indultak csatába gyalog a lovasok is. II. János 1356-ban, a Poitiers-i csatában adta ki a franciák számára addig merőben szokatlan parancsot lovagjainak a gyalogos harcra. Ezt a király skót parancsnoka, William Douglas javasolta, arra hivatkozva, hogy a lovak védtelenek az angol íjászokkal szemben, és ha lovasaikat levetik, azok a nehéz páncélban nem tudnak ismét felállni. Párhuzamosan ezzel a gyalogosokat és íjászokat egyre gyakrabban ültették lóhátra a csatákon kívül, hogy megnöveljék mozgékonyságukat, különösen a fosztogató akciók során.

### Gyalogság

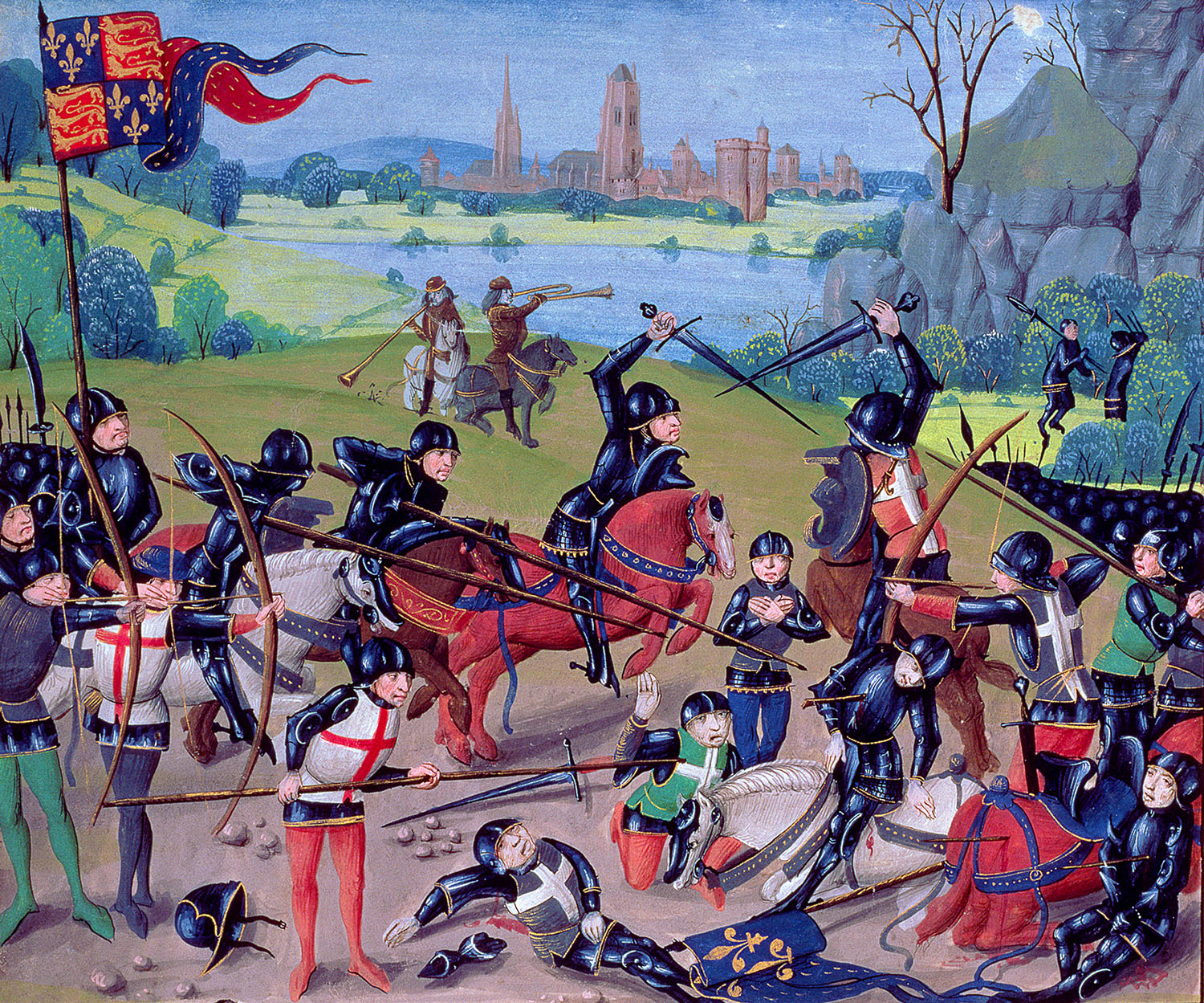
Nehézlovasok, íjászok és gyalogosok az azincourti ütközetben

A gyalogosokat a városi lakosság és a parasztság soraiból toborozták. Íjjal, karddal, tőrrel, alabárddal, fejszével mentek harcba, páncélzatuk legfeljebb könnyű volt, de gyakran semmi nem védte testüket. Anglia vidékein a befolyással bíró helyi nemesek, lovagok kaptak jogot a királytól, hogy katonákat toborozzanak a szolgálatára. Gyakran a hatóságok végezték ezt a munkát. Ez a rendszer sok lehetőséget adott a korrupcióra, és ennek megfelelően gyenge eredményt produkált. Az adott területeknek előre meghatározott kvótákat kellett teljesíteniük a különböző fegyvernemekből, 16 éves kortól 60 évesig mindenkit felvettek, aki alkalmasnak tűnt a szolgálatra. Ezeket az embereket előre meghatározott mozgósítási pontokra irányították.
A 14. század végére, azok mellett, akiknek ez kötelezettségük volt, egyre többen harcoltak szabad akaratukból mindkét oldalon. Elterjedt szokássá vált a seregek felállítását, fenntartását célzó adókivetés. A hadseregben a fizetés rossz volt, a katona csak annyi pénzt kapott, amelyből fedezni tudta létfenntartását, így csak a zsákmányszerzés és az ellenfél magas rangú nemeseinek elfogása, majd váltságdíj ellenében történő szabadon engedése kínált lehetőséget a meggazdagodására. Voltak olyanok is, akik annak ígéretében harcoltak, hogy megbocsátják korábbi bűneiket. A toborzók a katonákkal szerződést kötöttek, amelyben a szolgálat hosszát, ellentételezését rögzítették.
Franciaországban a királynak lehetősége volt a 18 és 60 év közötti embereket besorozni vészhelyzetben. A százéves háború első két évtizedében legalább hét esetben állítottak fel így hadsereget. A városok gyakran állítottak fel egységeket, elsősorban számszeríjász-alakulatokat. Az egyház, amely közvetlenül nem vehetett részt a hadjáratokban, pénzzel segítette a sereget. Ez a rendszer azonban lassú és alacsony hatékonyságú volt. A franciák a poitiers-i csata után megváltoztatták a toborzás metódusát, és a nagy létszámú sorozott helyett kisebb, de önkéntesekből álló katonaság felállítását tűzték ki célul. A francia sereg valódi királyi hadsereggé alakult 1360 után, hiszen az uralkodó finanszírozta, az általa választott parancsnokok irányították és céljait is ő határozta meg.
A gyalogosokat kezdetleges egyenruhákba öltöztették, hogy megismerjék egymást a forgatagban. A Fekete Herceg walesi íjjászai például zöld-fehér zubbonyt és kalapot viseltek 1355-ben.

## Íjászok

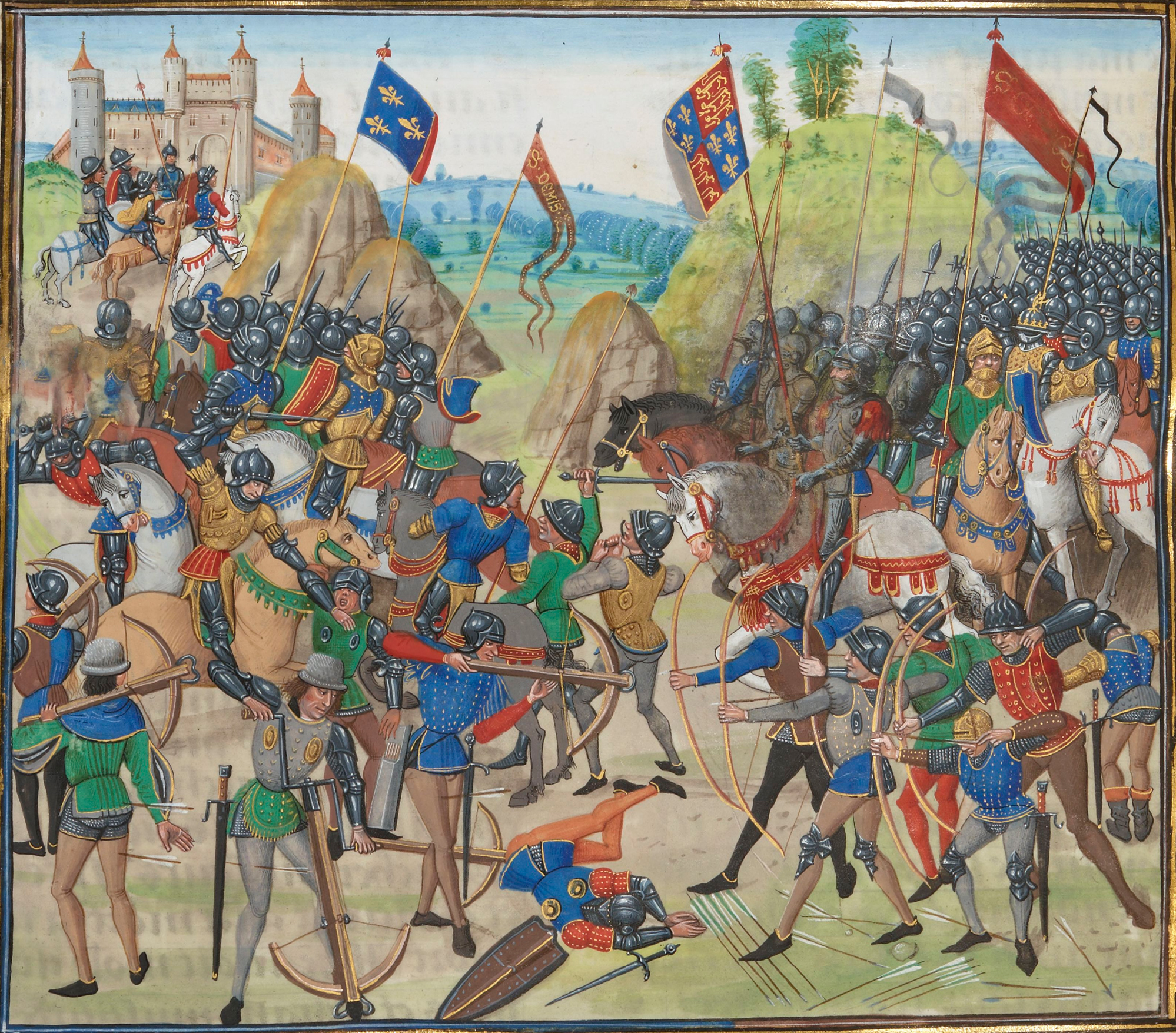
Francia számszeríjászok és hosszúíjjal felszerelt angolok a crécyi csatában

Az íjászok a gyalogos csapatokhoz tartoztak. A franciák a számszeríjat, az angolok a hosszúíjat részesítették előnyben. Az angol íjászok minden tekintetben hatékonyabbak voltak, mint francia ellenfeleik, több csatát döntöttek el. A számszeríj felajzása hosszabb időt vett igénybe, mint a hosszúíjé, és hatótávolsága is kisebb volt. Egy gyakorlott számszeríjász négy nyilat, míg egy angol íjász ennek háromszorosát tudta kilőni egy perc alatt. A franciák gyakran genovai számszeríjászokat alkalmaztak, akik a fegyvernem legjobbjainak számítottak. A hosszúíj hatótávolsága 130-180 méter volt, és 60 méterről már átütötte a páncélt. Amikor több száz angol íjász egyszerre tüzelt, nyilaik hangja és hatása gyakran demoralizálta az ellenfeleket.
Az angolok gyakran keverték az íjász és gyalogos lovas katonák egységeit, amelyek a harcban kisegítették egymást. Az íjászok megbontották a rohamozó lovasságot, a gyalogosok pedig szétverték a megzavarodott ellenséget. Ez a fajta védekezés ismeretlen volt a kontinensen 1340 előtt, így számos csatát – Morlaix-nál, Crécyinél és Azincourt-nál – az íjászok döntöttek az angolok javára. Később a franciák erősebb páncélokkal és a lovas katonák gyalogos támadásával próbáltak védekezni a hosszúíjak ellen.

### Tüzérség
A százéves háború során a tüzérségi fegyverek elsősorban az ostromok idején bizonyultak hatékonynak, a hagyományos csatákban legfeljebb egyszer tudták elsütni őket, és hangjukkal, füstjükkel nagyobb hatással voltak az ellenfél moráljára és lovaira, mint pusztításukkal.

## Méret

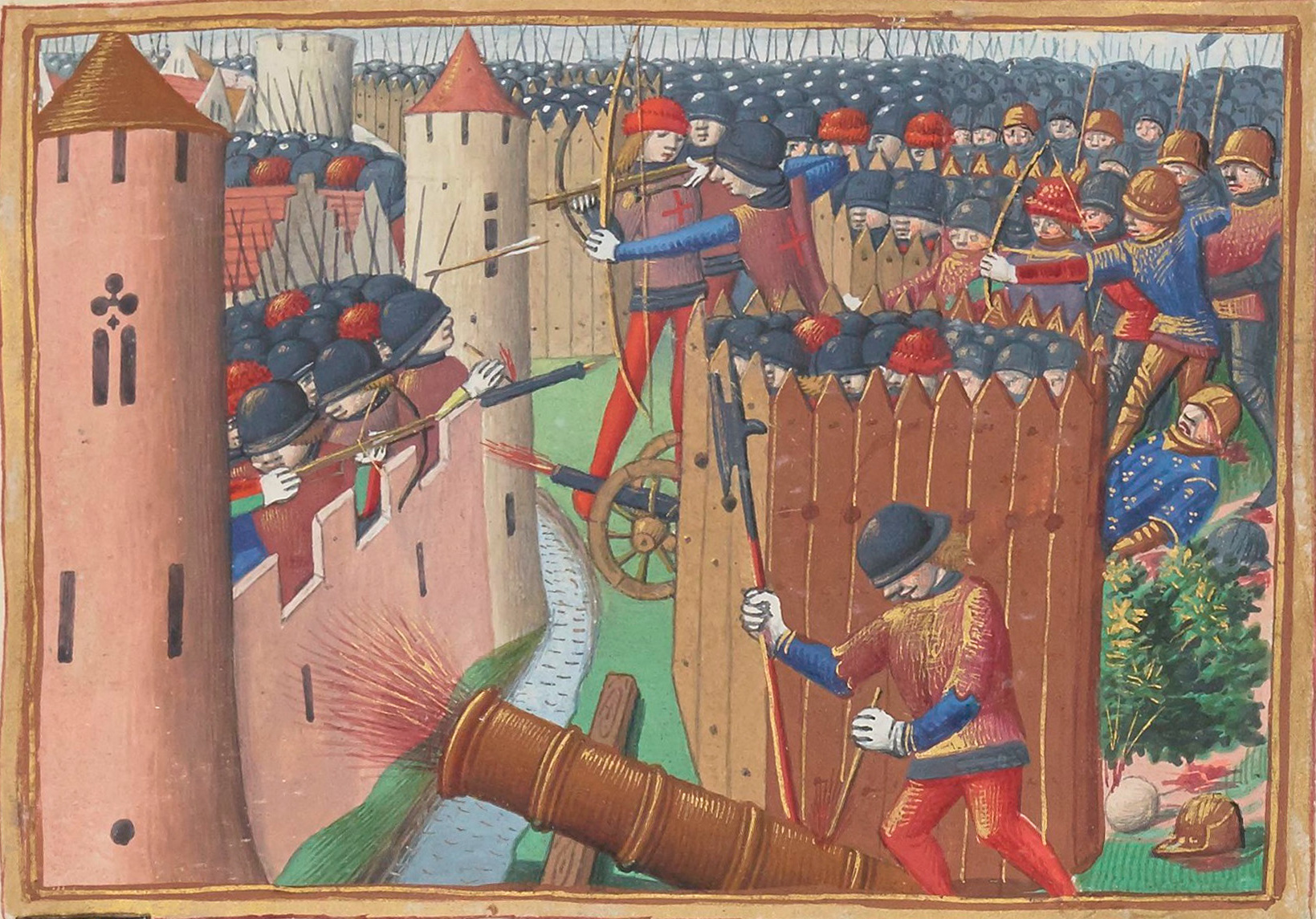
Orléans ostroma, előtérben egy ágyú

Ma nehéz megbecsülni, hogy mekkora seregek álltak szemben a csatamezőkön, leginkább a fennmaradt pénzügyi bizonylatok, fizetési jegyzékek adnak támpontot a történészeknek. Mivel a franciák nagyobb területről toboroztak, csapataik valószínűleg meghaladták létszámban az angolokét. A becslések szerint a háború elején a franciák nagyjából húszezer katonát tudtak mozgósítani a hadjáratokra. Ennyi katonát számlált 1346-ban a Normandiai herceg, a későbbi II. János király serege az aiguillonnál megvívott csatában.
Az angolok III. Eduárd idején tudtak csak ekkora sereget kiállítani, de Calais ostrománál a flamand segédcsapatokkal a harmincezret is elérte a létszám. Az angolok általában 10-12 ezres haddal vonultak a nagy csatákbaː Crécynél 11 ezer, 1359-1360-ban, a reims-i hadjáratban 12 ezer, a nájerai csatában 10 ezer katona harcolt az angol oldalon.
Az angolok gyakran fosztogatásra, a franciák által uralt területek feldúlására használták csapataikat, mintsem nagy ütközetekre, így kisebb, de mobil egységekre volt szükségük. A breton örökösödési háborúban, amely a százéves háború mellékhadszíntere volt, még kisebb seregek csaptak össze. A La Roche-Derriennél lezajlott ütközetben háromezer francia és ezer angol vett részt.
Minél nagyobb volt a sereg és minél tovább elhúzódott egy ostrom vagy hadjárat, annál nehezebbé vált a katonák élelmezése. Az éhező katonák ilyenkor élelmiszert, takarmányt rekviráltak, ami a helyi lakosság teljes kifosztását jelentette.